# Запаморочливі фантазії Чарлі Свона III
«Чудернацькі фантазіі Чарлі Свона III » (англ. A Glimpse Inside the Mind of Charles Swan III) — американська комедія режисера, продюсера і сценариста Романа Копполи, що вийшла 2012 року. У головних ролях Чарлі Шин, Джейсон Шварцман, Білл Мюррей.
Продюсером також був Юрі Генлі. Вперше фільм продемонстрували 15 листопада 2012 року в Італії на Римському кінофестивалі.
В Україні у кінопрокаті прем'єра фільму відбулася 21 березня 2013 року. Переклад та озвучення українською мовою зроблено на замовлення «112 Україна».

## Сюжет
Графічний дизайнер і власник рекламної агенції Чарльз Свон III бабій, що живе сьогоднішнім днем. Познайомившись з Івон, Чарльз вирішує змінити себе і свою поведінку. Розпочавши нове життя, Чарльз забув викинути альбом з колишніми дівчатами. Його знайшла Івон і після цього вони розійшлися. Тепер Чарльз має одну радість — у своїх фантазіях він є героєм, що рятує Івон.

## У ролях
| Актор                 | Персонаж                                | Роль                   |
| --------------------- | --------------------------------------- | ---------------------- |
| Чарлі Шин             | Чарльз Свон III англ. Charles Swan III  | графічний дизайнер     |
| Джейсон Шварцман      | Кірбі Стар англ. Kirby Star             | найкращий друг Чарльза |
| Білл Мюррей           | Соул англ. Saul                         | менеджер Чарльза       |
| Кетрін Винник         | Івон англ. Ivana                        | дівчина Чарльза        |
| Патриція Аркетт       | Іззі англ. Izzy                         | сестра Чарльза         |
| Мері Елізабет Вінстед | Кейт англ. Kate                         |                        |
| Алім Кулієв           | Російський таксист англ. Russian Cabbie |                        |

## Знімальна група
- Режисер — Роман Коппола
- Сценарист — Роман Коппола
- Продюсер — Роман Коппола, Юрі Генлі, Сью Ен Ан
- Композитор — Лайам Гейес, Роджер Нілл

## Сприйняття

### Критика
Фільм отримав здебільшого негативні відгуки: Rotten Tomatoes дав оцінку 15% на основі 53 відгуків від критиків (середня оцінка 3,2/10) і 27% від глядачів із середньою оцінкою 2,5/5 (2,873 голоси). Загалом на сайті фільми має негативний рейтинг, фільму зарахований «гнилий помідор» від кінокритиків і «розсипаний попкорн» від глядачів, Internet Movie Database — 4,9/10 (3 108 голосів), Metacritic — 28/100 (21 відгуків критиків) і 5,0/10 від глядачів (23 голоси). Загалом на цьому ресурсі від критиків фільм отримав негативні відгуки, а від глядачів — змішані.

### Касові збори
Під час показу у США, що розпочався 8 лютого 2013 року, протягом першого тижня фільм показали у 2 кінотеатрах і він зібрав 12,000 $, що на той час дозволило йому зайняти 64 місце серед усіх прем'єр. Показ фільму протривав 14 днів (2 тижні) і за цей час фільм зібрав у прокаті у США 45,350  доларів США (за іншими даними 35,586 $).

### Нагороди і номінації[10]
| Рік  | Нагорода               | Категорія                 | Номінант      | Результат |
| ---- | ---------------------- | ------------------------- | ------------- | --------- |
| 2012 | Римський кінофестиваль | Golden Marc'Aurelio Award | Роман Коппола | Номінація |